# Noel (nombre)
Noel o Nohel es un nombre propio neutro en su variante en español de origen francés derivado de Noël, que significa Navidad. Es la forma francesa de natal que tiene el significado de  el día del natalicio en referencia en la fecha que nació  Jesucristo (Natividad del Señor), tiene origen en el hebreo  Natán "regalo, don". En las regiones de habla inglesa y holandesa Noel es a veces utilizado para mujeres también. Por tanto podemos decir que es un nombre tanto masculino como femenino de forma internacional y depende del uso que le quiera dar la persona que lleve dicho nombre. Las ortografías francesas originales son Noël y Noëlle.